# Pola de Laviana
Pola de Laviana (em castelhano) ou La Pola Llaviana (em asturiano) é uma cidade e a paróquia civil (freguesia) mais populosa do concelho (município) de Laviana, na província e Principado das Astúrias, Espanha. É a capital do concelho, situa-se no  vale do Nalón, a 290 m de altitude e a 33 km de Oviedo, a capital do principado.
A paróquia tem 9,8 km² de área e em 2011 tinha 8 834 habitantes (densidade: 901,4 hab./km²).

## A vila

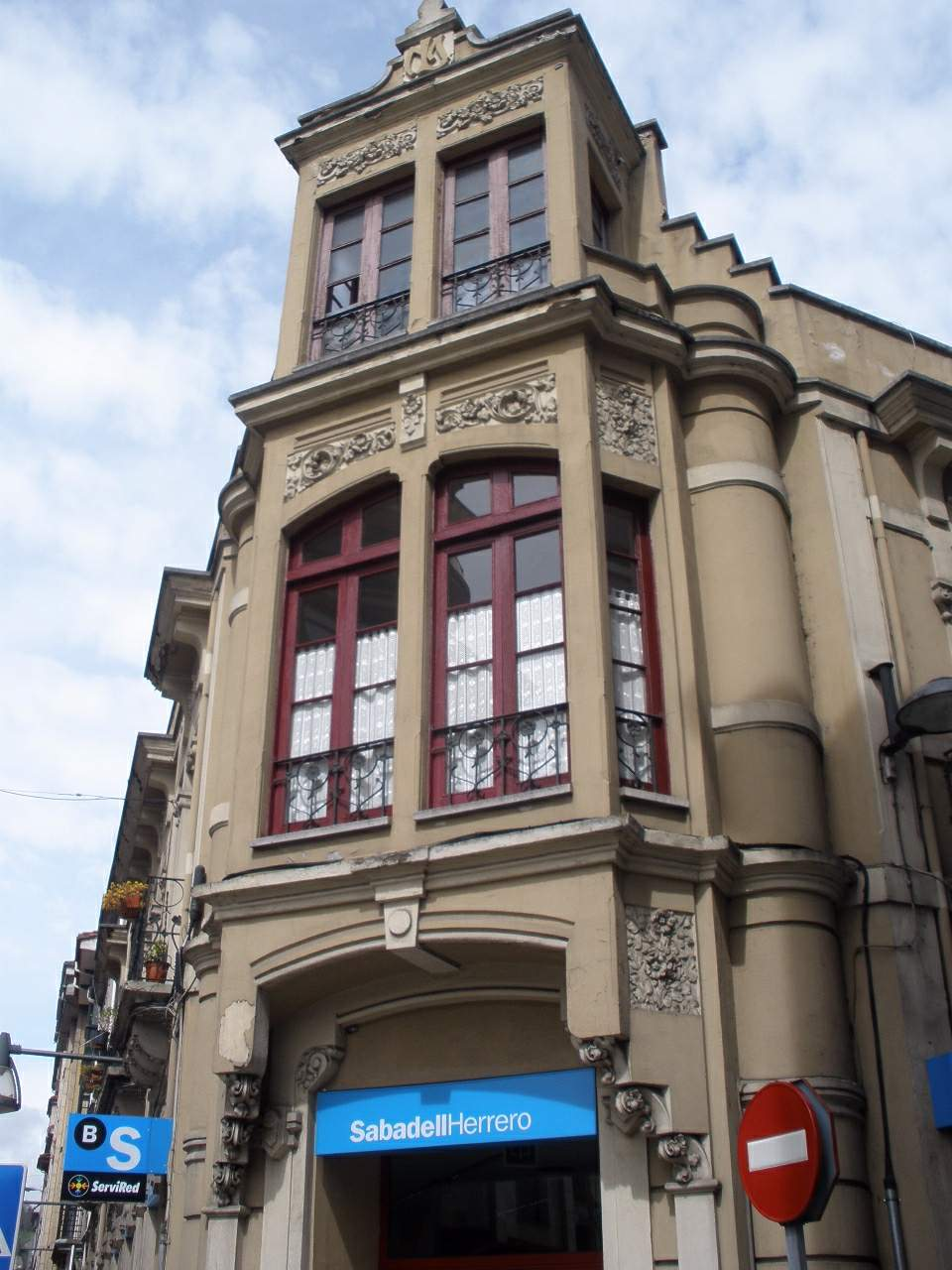
Banco Herrero, no centro de Pola

Pola de Laviana é especialmente conhecida pelas suas ofertas de hotéis. Celebra anualmente as festividades da padroeira da Virgem de Otero, as festividades do bairro La Pontona, as festividades da Descida Folclórica de Nalón, declarado de Interesse Turístico Regional, as festividades de La Xeronda e a festa de La Chalana.
Pola de Laviana, como capital do concelho de Laviana, possui diversos serviços administrativos (câmara municipal, comarca própria, tec.), educativos, desportivos e culturais.

## Arte
- Igreja Paroquial de Nossa Senhora da Assunção. Iniciada em 1895, em estilo historicista neogótico .
- Igreja de Nossa Senhora do Otero . A meio quilómetro do centro da cidade de La Pola. É uma obra posterior ao século XV, com cruz latina e campanário rematado por cruz, com interessante retábulo barroco. Esta igreja é dedicada ao santo padroeiro de La Pola.
- Capela de San José. Reedificada em estilo historicista popular, com ornamentos de estilo alpino.

Outros edifícios notáveis são a Câmara Municipal, o antigo Teatro Maxi, o Banco Herrero e os edifícios tradicionais da cidade velha.

## Povoações
De acordo com o gazetteer de 2009, a paróquia de Pola de Laviana inclui as seguintes localidades:
- Canto de Abajo (casaria): 4 habitantes.
- Canto de Arriba (casaria): 9 habitantes
- Carba de las Llanas (casaria): 5 habitantes
- La Carba (casaria): 13 habitantes
- Casapapio (casaria): 7 habitantes
- Castañal (aldeia): 7 habitantes
- El Castrillón (casaria): 11 habitantes
- La Chalana (lugar): desabitado
- Felguerón (casaria): 3 habitantes
- Horrón de Arriba (casaria): 7 habitantes
- Las Llanas (casaria): 13 habitantes
- Llancuervo (casaria): desabitada
- Lloreo (casaria): 15 habitantes
- El Llosón (casaria): 2 habitantes
- Omedines (casaria): desabitada
- Ortigosa (aldeia): 3 habitantes
- Otero Sur (lugar): 9 habitantes
- Pando (casaria): 1 habitante
- Pielgos (aldeia): 10 habitantes
- Piniella (aldeia): 47 habitantes
- Pola de Laviana (vila): 14.887 habitantes
- Las Portillas (aldeia): 4 habitantes
- Quinta Norte (casaria): 9 habitantes
- Quinta Sur (casaria): 2 habitantes
- La Rasa (casaria): 1 habitantes
- La Rebollada (lugar): 17 habitantes
- Rebolloso (casaria): 2 habitantes
- El Robledal (casaria): 12 habitantes
- Sertera (casaria): 4 habitantes
- Solavelea (casaria): desabitada
- Sospelaya (casaria): desabitada
- La Traviesa (casaria): desabitada
- Valdelasabejas Abajo (casaria): 6 habitantes
- Valdelasabejas Arriba (casaria): desabitada
- Vallebregón (casaria): 1 habitante

## Desporto
Laviana tem uma equipa de futebol, o Real Titánico, fundado em 1912 e atualmente ativo na Regional Preferente de Asturias . Ele joga em casa no estádio " Las Tolvas ".
Além disso, o município possui um clube de basquete (Basket Laviana), clube de rugby ( Cuenques Rugby Club ), atletismo e tiro com arco e flecha.